# Emitter-coupled logic

circuito di base della porta Motorola ECL 10,000

In elettronica, l'emitter-coupled logic (ECL, lett. "logica ad accoppiamento di emettitore") è una famiglia logica in cui la corrente è pilotata, attraverso transistor a giunzione bipolare, in due possibili percorsi a seconda dello stato desiderato in uscita, per questo motivo è anche nota come CML (Current Mode Logic).
La caratteristica principale dell'ECL è che i transistor non vanno mai in regione di saturazione e l'escursione di tensione tra livello logico alto e basso è molto bassa: in questo modo possono cambiare stato molto più rapidamente che nelle altre famiglie.
Il suo maggiore svantaggio è che il circuito conduce continuamente corrente, il che porta ad alti consumi energetici.